# 마테오 루빈
마테오 루빈(이탈리아어: Matteo Rubin, 1987년 7월 9일 ~ )는 ACD 캄포다르세고에서 수비수로 뛰는 이탈리아의 축구 선수다. 마테오는 프리킥이나 코너킥 상황에서 좋은 강한 왼발이 있다.

## 클럽 경력
마테오 루빈은 세리에 A 팀 토리노와 계약하기전 세리에 C1팀 치타델라에서 선수생활을 시작했다. 그가 1군에서 붙박이가 되던쯤에 왼쪽 무릎 인대를 부상당하여 6달 동안 결장을 했다.
2010년 8월에 마르코 베르나치의 대체 선수로 볼로냐에 임대됐다.
8월이 지나서 그는 다시 토리노로 돌아왔고, 루카 안토넬리와 마르코 피사노가 팀을 떠난후, 적당한 왼쪽 풀백이 없던 파르마로 임대를 갔다.
2012년 1월 23일 볼로냐는 마테오 루빈이 볼로냐로 다시 돌아왔고 남은 시즌 기간 동안 임대로 뛸것을 알렸다. 2011년 3월 스타디오 올림피코에서 라치오와 경기에서 절망적인 자책골을 넣었다.
토리노는 시에나에게 루빈의 공동 소유 권리를 팔았다.

## 국가대표팀 경력
그리스 U-21 대표팀을 상대로 이탈리아 U-21 대표팀에서 출전하기도 하였다.